# آپونیا
آپونیا (به یونانی باستان: ἀπονία) به معنی فقدان رنج است. آپونیا توسط اپیکوری‌ها به عنوان وجود نهایت لذت جسمانی در نظر گرفته شد.
همانند دیگر مکاتب فلسفی هلنیستی، اپیکوری‌ها معتقد بودند که هدف زندگی انسان شادی است. اپیکوری‌ها لذت را به عنوان فقدان رنج (ذهنی و جسمی) تعریف کردند، و از این رو لذت تنها می‌تواند تا نقطه‌ای افزایش یابد که رنج در آن غایب است. فراتر از این، لذت نمی‌تواند افزایش یابد و در واقع منطقاً کسی نمی‌تواند لذت جسمانی فراتر از حالت آپونیا را طلب کند. برای اپیکور، آپونیا یکی از لذت‌های ایستا بود، لذتی که شخص هنگامی دارد که هیچ خواسته یا رنجی برای برطرف شدن نداشته باشد. برای رسیدن به چنین حالتی، فرد باید لذت‌های پویا را تجربه کند، لذتی که فرد هنگامی دارد که خواسته یا رنج برطرف شده است.